# Schizonycha layeti
Schizonycha layeti är en skalbaggsart som beskrevs av Henri de Peyerimhoff 1935. Schizonycha layeti ingår i släktet Schizonycha och familjen Melolonthidae. Inga underarter finns listade i Catalogue of Life.